# Жёлтая революция
Жёлтая революция (англ. Yellow Revolution) — события февраля 1986 года на Филиппинах, приведшие к отстранению от власти авторитарного президента Фердинанда Маркоса. Также известны как Революция народной власти (англ. People Power Revolution, таг. Himagsikan ng Lakas ng Bayan) и Революция EDSA (англ. EDSA Revolution, таг. Rebolusyon sa EDSA).
Предысторию и ход жёлтой революции описал Чак Колсон в книге «Конфликт Царств» в разделе «Мощь народа», где показал роль церкви как катализатора в свержении диктаторского режима.

## Предыстория
Фердинанд Маркос был избран президентом Филиппин в 1965 году. В 1969 году он был переизбран на второй срок. В 1972 году обострились отношения Маркоса с конгрессом и политическими партиями. В этих условиях он объявил чрезвычайное положение в стране и отменил конституцию. С этого времени он правил страной фактически как диктатор.
В 1981 году Маркос издал «прокламацию номер 2045», отменив действовавшее с 1972 года военное положение, и добился впечатляющей победы на выборах, которые, правда, почти полностью бойкотировала оппозиция.
21 августа 1983 года был убит Бенигно Акино, давний соперник Маркоса, которого считали единственно способным возглавить и объединить оппозицию маркосовскому режиму. Похороны Акино собрали самую многолюдную манифестацию в истории страны. Противники Маркоса надели жёлтые ленточки (именно поэтому последующие события называют Жёлтой революцией).
В ноябре 1985 года Маркос объявил новые президентские выборы, хотя до окончания его 6-летнего срока правления был ещё год. Единым кандидатом от оппозиции стала вдова Бенигно Акино, Корасон Акино.

## Развитие событий
7 февраля 1986 года состоялись президентские выборы. Избирательная комиссия COMELEC 15 февраля объявила о победе Маркоса, сообщив, что он получил 53,6 % голосов, а Акино — 46,1 % (10 807 197 голосов против 9 291 761).
Но ещё до этого общественная наблюдательная комиссия NAMFREL (the National Movement for Free Elections, Национальное движение за свободные выборы) после подсчета трети голосов предложила Маркосу признать поражение, сообщив, что он набрал лишь 33 % голосов, а Акино набрала 55 %.
16 февраля Корасон Акино выступила перед большой толпой своих сторонников в парке Лунета и призвала забирать вклады из банков, не иметь дела с компаниями, контролируемыми правящей кликой, не платить за коммунальные услуги, игнорировать правительственные СМИ, устраивать демонстрации протеста.
Ещё ранее армейскими офицерами было создано Движение за Реформы в Армии (РАМ), которое с ведома министра обороны Хуана Энриле и начальника полиции страны Фиделя Рамоса готовило военный переворот. Переворот должен был состояться в ночь с 22 на 23 февраля, но Маркос узнал о его подготовке. Тогда Энриле и Рамос выступили с совместным требованием к Маркосу уйти в отставку, покаялись в произведенных при их участии подтасовках результатов выборов и расположились, соответственно, в министерстве обороны и управлении полиции на главной транспортной магистрали Манилы, авеню Епифано де лос Сантос (Epifanio de los Santos Avenue), известной как ЭДСА.
Маркос приказал верным ему войскам подавить мятеж, но оппозиционеры по католической радиостанции «Радио Веритас» призвали граждан собираться на ЭДСА и противостоять войскам ненасильственным образом. В течение часа численность участников акции выросла до нескольких тысяч, утром же 22 февраля на ЕДСА собрались сотни тысяч людей, причём немалая часть из них, как утверждается, с собственным оружием.
23 февраля колонна бронетехники, направленная против толпы, завязла в «живой баррикаде», которую преодолеть так и не смогла. Утром 24 февраля морская пехота сумела, применив слезоточивый газ, разогнать толпу на Бони Серрано и захватить часть Камп Агинальдо, военную базу, на которой расположено министерство обороны. Против оппозиции были направлены семь вертолетов, однако их экипажи перешли на сторону оппозиции. В середине дня эти вертолеты совершили налёт на авиабазу Вильямор, уничтожив правительственные самолёты на ней, и даже выпустили ракету по президентскому дворцу. Вечером в этот день в центре Манилы полиция разгоняла протестующих стрельбой в воздух и водомётами. Маркос выступил по телевидению, чтобы опровергнуть слухи о своей отставке, но в середине трансляции группа мятежных военных захватила здание телестанции, хотя телестанция и была затем отбита верными Маркосу силами.
25 февраля Маркос провел церемонию инаугурации на балконе своего дворца перед толпой численностью в несколько тысяч человек. Параллельно Акино проводила свою собственную церемонию инаугурации в здании клуба «Филипино» в престижном квартале Гринхилл. Иностранные послы инаугурацию Маркоса проигнорировали, и власти США порекомендовали Маркосу уйти в отставку. Вечером того же дня Маркос покинул дворец, и на американском вертолете направился на американскую военную базу Кларк, а оттуда на принадлежащий США остров Гуам. Пока Маркос готовился к отъезду, у дворца собиралась толпа противников Маркоса, которую сперва отгоняли стрельбой в воздух верные Маркосу войска, но потом толпа ворвалась во дворец и занялась там грабежом.
Всего за четверо суток событий погибло 15 и было ранено 20 человек.